# Schlacht bei Mülheim (1609)
Die Schlacht bei Mülheim fand im Rahmen des Achtzigjährigen Kriegs im Februar 1609 statt. Sie wurde zwischen generalstaatischen Truppen unter Daniël de Hertaing und spanischen Truppen auf dem Gebiet der historischen Herrschaft Broich ausgetragen. Es war die letzte kriegerische Handlung vor dem 12. April 1609, an dem sich beide Seiten in Antwerpen auf einen Waffenstillstand einigen konnten.

## Vorgeschichte
Seit der Schlacht bei Mülheim im Jahr 1605 war die Gegend von Spaniern besetzt und am 6. Februar 1607 wurde der Bruder des Grafen Johann Adolf von Daun-Falkenstein, Wirich, der in generalstaatischen Diensten stand, von den Besatzern bei Sterkrade umgebracht.

## Verlauf
Im Februar kam es zum Kampf zwischen den spanischen und generalstaatischen Söldnertruppen. In einer Art Straßenkampf trieben die Holländer unter Daniël de Hertaing die Spanier durch das Dorf Mülheim, wo sie auf dem Kirchplatz mehrere hundert Gefangene machten. Mehr als hundert Spanier konnten sich aber in der Petrikirche verschanzen, woraufhin ihre Gegner die Häuser an der Kirchenmauer in Brand steckten um ihre Verteidigung zu brechen.

## Folgen
Am 8. März sprach Prinz Moritz von Oranien dem Grafen Johann Adolf schriftlich sein Bedauern aus, dass von seinen Truppen etliche Häuser im Dorf Mülheim in Brand gesteckt worden seien und dass er sich für Entschädigung bei den Generalstaaten einsetzt.